# Elio e le Storie Tese
Elio e le Storie Tese (etwa „Elio und die angespannten Geschichten“) war eine italienische Rockband, die vor allem für ihre humoristisch-satirischen Texte und ihr provokantes und unkonventionelles Auftreten bekannt ist. In den 1980er-Jahren noch hauptsächlich bei einem jüngeren Publikum bekannt, konnte die Band ihre Popularität spätestens durch die erste Teilnahme am Sanremo-Festival 1996 enorm steigern.

## Bandgeschichte
Die Band wurde Ende der 1970er-Jahre in Mailand gegründet und schaffte es durch eine intensive Konzerttätigkeit zu regionaler Bekanntheit. Erst 1990 erschien ihr erstes Album Elio Samaga Hukapan Karijana Turu, das schnell zu einem Klassiker der musica demenziale (humoristische Rockmusik) avancierte. Für Aufmerksamkeit sorgte auch ein zwölfstündiger Auftritt in Mailand, bei dem die Band ohne Pause das Lied Ti amo variierte. Mit dem nächsten Album gelang der Band zwei Jahre später auch ein Charterfolg; dieses enthielt auch Duette mit Riccardo Fogli oder Enrico Ruggeri. Die Single Pipppero® fand Verwendung als Titelmelodie der Fernsehsendung Mai dire Gol und wurde zu einem Hit. Es folgten weitere musikalische Beteiligungen an Mai dire Gol, die Elio e le Storie Tese zu wachsender Popularität verhalfen.
Im Jahr 1996 nahm die Band erstmals am Sanremo-Festival teil. Mit dem Lied La terra dei cachi erreichte sie den zweiten Platz und im Anschluss zusammen mit Raoul Casadeis Orchester die Spitze der Singlecharts. Allerdings führten Betrugsvorwürfe gegen die Veranstalter des Festivals zu einer Untersuchung der Carabinieri, da ein Sieg der Band vermutet wurde. Die Bekanntheit der Band stieg weiter und auch das Album Eat the Phikis konnte die Chartspitze erreichen. 1997 erschien das Best-of-Album Del meglio del nostro meglio – Vol. 1, gefolgt 1998 von der Kollektion Perle ai porci. Noch im selben Jahr verlor die Band ihren Musiker Feiez, der bei einem Auftritt mit seinem Jazz-Nebenprojekt einen Schlaganfall erlitt.
1999 nahm die Band nicht nur den neuen Musiker Jantoman auf und veröffentlichte das Album Craccracriccrecr, sondern erhielt auch bei den MTV Europe Music Awards die Auszeichnung als Best Italian Act. Mit Made in Japan veröffentlichte Elio e le Storie Tese 2001 ein umfangreiches Livealbum, dessen Titel das gleichnamige Album von Deep Purple parodiert. Es folgte eine Tournee. Im Album Cicciput präsentierte die Band 2003 wieder diverse Duette mit Gianni Morandi, Max Pezzali oder Litfiba. 2004 gab es gleich zwei Buchveröffentlichungen aus den Reihen der Band, außerdem begann das Projekt Instant CD: Bei sämtlichen Konzerten des Jahres wurde das live aufgenommene Material direkt im Anschluss auf CD verkauft. Aus den Instant-CDs ging eine dreiteilige Kollektion hervor. Das Projekt ging 2005 weiter und mündete in der Veröffentlichung einer Live-DVD und einer weiteren Instant-CD-Kollektion.
Das nächste Studioalbum Studentessi erschien 2008 und beinhaltete wieder Gastbeiträge von u. a. Claudio Baglioni und Irene Grandi. Mit Gattini legte die Band im nächsten Jahr dagegen eine Sammlung älterer Lieder mit neuen orchestralen Arrangements vor. Es folgte wieder eine intensive Konzerttätigkeit, während Frontman Elio erstmals auch als Juror bei der Castingshow X Factor in Erscheinung trat. 2013 kehrte die Band zum Sanremo-Festival zurück und erreichte mit dem Lied La canzone mononota erneut den zweiten Platz; außerdem erhielt das Lied den Kritikerpreis und den Preis für den besten Text. Später im Jahr erschien das nächste Studioalbum L’album biango, das für die Band das zweite Nummer-eins-Album bedeutete.
Elio war auch 2015 wieder als Juror für X Factor tätig (zum fünften Mal), außerdem brachte das Jahr mehrere Neuauflagen älterer Alben der Band mit sich. Am Sanremo-Festival 2016 nahm Elio e le Storie Tese ein weiteres Mal teil. Mit der Teilnahme am Sanremo-Festival 2018, bei dem die Gruppe auf dem letzten Platz landete, beendete sie ihre Karriere.

## Diskografie

### Alben
Das Debütalbum der Band stieg erst 2015 in einer Neuauflage in die Charts ein.

| Jahr | Titel                                                       | Höchstplatzierung, Gesamtwochen, AuszeichnungChartsChartplatzierungen (Jahr, Titel, Platzierungen, Wochen, Auszeichnungen, Anmerkungen) | Anmerkungen                                  |
| Jahr | Titel                                                       | IT | Anmerkungen                                  |
| ---- | ----------------------------------------------------------- | --- | -------------------------------------------- |
| 1992 | Italyan, rum casusu cikty                                   | IT8 (15 Wo.)IT | 2015 auf Platz 46 der FIMI-Charts (2 Wochen) |
| 1996 | Eat the Phikis                                              | IT1 (17 Wo.)IT |                                              |
| 1999 | Craccracriccrecr                                            | IT3 (12 Wo.)IT |                                              |
| 2001 | Made in Japan                                               | IT23 (14 Wo.)IT | Livealbum                                    |
| 2003 | Cicciput                                                    | IT4 (22 Wo.)IT |                                              |
| 2004 | Ho fatto 2 etti e mezzo, lascio?                            | IT67 (2 Wo.)IT | Instant CD                                   |
| 2008 | Studentessi                                                 | IT5 (14 Wo.)IT |                                              |
| 2013 | L’album biango                                              | IT1 (18 Wo.)IT |                                              |
| 2015 | Elio Samaga Hukapan Kariyana Turu                           | IT49 (2 Wo.)IT | erschienen 1989                              |
| 2015 | Esco dal mio corpo e ho molta paura (Gli inediti 1979–1986) | IT62 (1 Wo.)IT | erschienen 1993; Livealbum                   |
| 2016 | Figgatta de Blanc                                           | IT5 (15 Wo.)IT |                                              |
| 2018 | Arrivedorci                                                 | IT14 (6 Wo.)IT | Livealbum                                    |

- Peerla (1998)

### Kompilationen (Auswahl)
| Jahr | Titel                                 | Höchstplatzierung, Gesamtwochen, AuszeichnungChartsChartplatzierungen (Jahr, Titel, Platzierungen, Wochen, Auszeichnungen, Anmerkungen) | Anmerkungen |
| Jahr | Titel                                 | IT | Anmerkungen |
| ---- | ------------------------------------- | --- | ----------- |
| 1997 | Del meglio del nostro meglio – Vol. 1 | IT9 (10 Wo.)IT |             |
| 2007 | The Original Recordings 1990/2003     | IT88 (1 Wo.)IT |             |
| 2009 | Gattini                               | IT8 (13 Wo.)IT |             |
| 2015 | Cacolatini – Il vero gusto italiano   | IT77 (2 Wo.)IT |             |
| 2016 | Odorosi                               | IT99 (1 Wo.)IT |             |

### Singles (Auswahl)
| Jahr | Titel Album                                    | Höchstplatzierung, Gesamtwochen, AuszeichnungChartsChartplatzierungen (Jahr, Titel, Album, Platzierungen, Wochen, Auszeichnungen, Anmerkungen) | Anmerkungen                              |
| Jahr | Titel Album                                    | IT | Anmerkungen                              |
| ---- | ---------------------------------------------- | --- | ---------------------------------------- |
| 1992 | Pipppero® Italyan, rum casusu cikty            | IT2 (24 Wo.)IT |                                          |
| 1994 | Nessuno allo stadio                            | IT14 (5 Wo.)IT |                                          |
| 1996 | La terra dei cachi Eat the Phikis              | IT1 (8 Wo.)IT | mit Raoul Casadei & l’Orchestra Italiana |
| 2003 | Shpalman® Cicciput                             | IT20 (18 Wo.)IT |                                          |
| 2008 | Parco Sempione Studentessi                     | IT37 (4 Wo.)IT |                                          |
| 2009 | Storia di un bellimbusto Gattini               | IT24 (4 Wo.)IT |                                          |
| 2011 | Pensiero stupesce Boris – Il film (Soundtrack) | IT97 (1 Wo.)IT |                                          |
| 2013 | La canzone mononota L’album biango             | IT6 (5 Wo.)IT |                                          |
| 2013 | Dannati forever L’album biango                 | IT54 (1 Wo.)IT |                                          |
| 2013 | Complesso del primo maggio L’album biango      | IT38 (5 Wo.)IT |                                          |
| 2016 | Vincere l’odio Figgatta de Blanc               | IT44 (2 Wo.)IT |                                          |

### Gastbeiträge
| Jahr | Titel Album                                                                | Höchstplatzierung, Gesamtwochen, AuszeichnungChartsChartplatzierungen (Jahr, Titel, Album, Platzierungen, Wochen, Auszeichnungen, Anmerkungen) | Anmerkungen                                                            |
| Jahr | Titel Album                                                                | IT | Anmerkungen                                                            |
| ---- | -------------------------------------------------------------------------- | --- | ---------------------------------------------------------------------- |
| 2013 | Alfonso Signorini (Eroe nazionale) Sig. Brainwash – L’arte di accontentare | IT32 Gold · (14 Wo.)IT | Erstveröffentlichung: 31. Mai 2013 Fedez feat. Elio Verkäufe: + 15.000 |

## Bibliografie
- Elio e le Storie Tese: Animali spiaccicati ovvero il Nuovissimo Metodo per entrare alla grande nel mondo dei grandi. Einaudi, 2004, ISBN 88-06-17023-6.
- Elio: Fiabe centimetropolitane. Bompiani, 2004, ISBN 88-452-3285-9.
- Elio e le Storie Tese: Vite Bruciacchiate – Ricordi confusi di una carriera discutibile. Bompiani, 2006, ISBN 88-452-7166-8.
- Rocco Tanica: Scritti scelti male. Bompiani, 2008, ISBN 978-88-452-6089-6.
- Ermes Palinsesto (Nicola Fasani): Il visone ha una faccia enorme. Alacrán, 2010, ISBN 978-88-6361-029-1.